# Droupt-Sainte-Marie
Droupt-Sainte-Marie és un municipi francès situat al departament de l'Aube i a la regió del Gran Est. L'any 2007 tenia 236 habitants.

## Demografia

### Població
El 2007 la població de fet de Droupt-Sainte-Marie era de 236 persones. Hi havia 96 famílies de les quals 24 eren unipersonals (4 homes vivint sols i 20 dones vivint soles), 24 parelles sense fills, 32 parelles amb fills i 16 famílies monoparentals amb fills.
La població ha evolucionat segons el següent gràfic:
Habitants censats

### Habitatges
El 2007 hi havia 118 habitatges, 96 eren l'habitatge principal de la família, 10 eren segones residències i 12 estaven desocupats. 117 eren cases i 1 era un apartament. Dels 96 habitatges principals, 85 estaven ocupats pels seus propietaris, 5 estaven llogats i ocupats pels llogaters i 6 estaven cedits a títol gratuït; 8 tenien dues cambres, 18 en tenien tres, 20 en tenien quatre i 49 en tenien cinc o més. 78 habitatges disposaven pel capbaix d'una plaça de pàrquing. A 33 habitatges hi havia un automòbil i a 58 n'hi havia dos o més.

### Piràmide de població
La piràmide de població per edats i sexe el 2009 era:
| Homes | Edats   | Dones |
| ----- | ------- | ----- |
| 0     | 95 o +  | 0     |
| 4     | 90 a 94 | 4     |
| 0     | 85 a 89 | 0     |
| 0     | 80 a 84 | 0     |
| 0     | 75 a 79 | 4     |
| 4     | 70 a 74 | 8     |
| 12    | 65 a 69 | 4     |
| 8     | 60 a 64 | 8     |
| 4     | 55 a 59 | 8     |
| 8     | 50 a 54 | 12    |
| 16    | 45 a 49 | 4     |
| 12    | 40 a 44 | 12    |
| 4     | 35 a 39 | 8     |
| 0     | 30 a 34 | 4     |
| 8     | 25 a 29 | 12    |
| 8     | 20 a 24 | 20    |
| 0     | 15 a 19 | 16    |
| 0     | 10 a 14 | 4     |
| 0     | 5 a 9   | 0     |
| 0     | 0 a 4   | 8     |

## Economia
El 2007 la població en edat de treballar era de 142 persones, 119 eren actives i 23 eren inactives. De les 119 persones actives 112 estaven ocupades (61 homes i 51 dones) i 7 estaven aturades (1 home i 6 dones). De les 23 persones inactives 11 estaven jubilades, 10 estaven estudiant i 2 estaven classificades com a «altres inactius».

### Ingressos
El 2009 a Droupt-Sainte-Marie hi havia 101 unitats fiscals que integraven 252 persones, la mediana anual d'ingressos fiscals per persona era de 18.462 €.

### Activitats econòmiques
Dels 9 establiments que hi havia el 2007, 5 eren d'empreses de construcció, 2 d'empreses de transport, 1 d'una empresa d'hostatgeria i restauració i 1 d'una empresa de serveis.
Dels 6 establiments de servei als particulars que hi havia el 2009, 2 eren guixaires pintors, 1 fusteria, 1 lampisteria, 1 electricista i 1 restaurant.
L'any 2000 a Droupt-Sainte-Marie hi havia 11 explotacions agrícoles.

## Equipaments sanitaris i escolars
El 2009 hi havia una escola elemental integrada dins d'un grup escolar amb les comunes properes formant una escola dispersa.

## Poblacions més properes
El següent diagrama mostra les poblacions més properes.